# 硫锰矿
硫锰矿（英語：Alabandite）是一种稀有的硫化锰矿物。

## 历史
奥地利矿物学家弗朗茨·约瑟夫·穆勒·冯·莱赫斯坦 于1784年首次描述这种矿物。其英文名Alabandite来源于其发现地名字艾拉班達（位於土耳其）。

## 形成
硫锰矿可能在热液多金属硫化物管道中，特别是在低温的锰沉淀物中被大量发现。
硫锰矿常与螺状硫银矿、方解石、黄铜矿、方铅矿、黄铁矿、石英、菱锰矿、蔷薇辉石、闪锌矿和碲一起出现。有时在陨石中被发现。

## 分布
硫锰矿分布于南极洲、阿根廷、亚美尼亚、澳大利亚、玻利维亚、巴西、保加利亚、加拿大、中国、捷克共和国、芬兰、法国、德国、加纳、希腊、格陵兰、印度、意大利、日本、吉尔吉斯斯坦、墨西哥、新西兰、挪威、秘鲁、波兰、罗马尼亚、俄罗斯、斯洛伐克、南非、韩国、瑞典、瑞士、台湾、坦桑尼亚、英国、美国、乌兹别克斯坦和也门等地。目前在世界各地约有220个地方发现了硫锰矿并已登记。